# Simulator consetti
Simulator consetti é uma espécie de gastrópode  da família Ancylidae.
É endémica da Austrália.